# Ramon de Boïl i Dies
Ramon de Boïl i Dies (Regne de València, ? – València, 1407) va ser un noble valencià, fill de Pere Boïl i Castellar. Va ostentar el càrrec de governador general de València entre 1393 i 1407, a la vegada que era senyor de les baronies de Bétera i de Boïl.
Com a governador general de València va gestionar la creació d'una armada per venjar el saqueig de Torreblanca i atacar els pirates barbarescos a Tedeliç, a l'est d'Alger, la coneguda com a Croada de Tedelis. L'escriptor valencià Antoni Canals li dedicà la traducció que feu de De providentia de Sèneca el 1401.
Va ser assassinat per Berenguer de Reixac, per encàrrec de Joan de Pertusa i Gilabert de Reixac, posteriorment executats, dins de les guerres de bandositats de la ciutat. El seu sepulcre es va instal·lar a la Sala Capitular del Convent de Sant Domènec de València, de tall gòtic, i està conservat al Museu Arqueològic Nacional de Madrid.